# Esteve Gaixet
Esteve Gaixet (Pesillà de la Ribera, 1600 ca. – Santa Coloma de Queralt, 29 de març de 1674) va ser un daurador barroc, documentat a Santa Coloma de Queralt des del 19 de novembre de 1623 fins a la seva mort. De la seva producció artística, estan documentades les següents obres:
- Daurar i pintar el retaule major de l'església parroquial de Santa Maria de Miralles (1626)
- Daurar i pintar el retaule del Santíssim Sagrament de l'església de Santa Coloma de Queralt  (1631-33).
- Daurar i pintar el retaule del Roser de l'església parroquial de Sana Coloma de Queralt (1634)
- Daurar i pintar el retaule del Sant Nom de Jesús, a l'església parroquial de Biure de Gaià (1636)
- Daurar i pintar el retaule major de l'església parroquial de Sant Llorenç d’Anglesola (1638)
- Daurar i pintar el retaule de Sant Isidre de l'església de Santa Fe de Rauric (1638)
- Daurar, estofar i pintar el retaule del Roser de l'església de Sant Jaume de Pallerols (1660). Obra realitzada juntament amb el seu fill Jaume.
- Daurar el sagrari del retaule major de l'església de Sant Salvador de Bellprat (1662)
- Daurar el sagrari de l'església de Civit (1663). Obra realitzada juntament amb el seu fill Jaume.